# Кеплер-62е
Кеплер-62е е свръхземна екзопланета, открита в орбитата около звездата Кеплер-62, както и втората от общо пет открити от телескопа на НАСА „Кеплер“ планети. Намира се в съзвездието Лира, на около 1200 светлинни години (или 370 парсека) от Земята. Планетата е намерена чрез т.нар. „транзитен метод“.
Имайки предвид възрастта на планетата (7 ± 4 милиарда години), енергийния ѝ поток (1.2 ± 0.2 пъти земния) и нейния радиус (1.61 ± 0.05 пъти земния), каменист състав и значително количество вода не са изключени.
Проучване на „Астрофизичният журнал“ (ориг. заглавие: The Astrophysical Journal; автори: Джордж Хейл, Джеймс Кийлър) сочи, че е възможно повечето планети, притежаващи близки на 62е размери, да са напълно покрити от океан.
Орбиталният период на Кеплер-62е е 122 дни.